# Filiptschenkia sargoides
Filiptschenkia sargoides är en tvåvingeart som beskrevs av Pleske 1926. Filiptschenkia sargoides ingår i släktet Filiptschenkia och familjen vapenflugor. Inga underarter finns listade i Catalogue of Life.